# Роветта, Джероламо
Джероламо Роветта (итал. Gerolamo Rovetta; 1851—1910) — итальянский писатель

-романист и драматург.

## Биография
Джероламо Роветта родился 30 ноября 1851 года в городе Брешиа (Ломбардия) в зажиточной семье негоциантов.
Большинство произведений Д. Роветты проникнуты гуманным чувством и терпимостью. Чуждый партийных увлечений, он ясно смотрит на явления жизни и беспристрастно отмечает хорошее и дурное в людях различных слоев общества и профессий. Джероламо Роветта берёт свои сюжеты из повседневной действительности, не гоняясь за оригинальностью тем; но всякий сюжет, как бы он ни был стар и исчерпан, получает в его обработке свежесть новизны.
Его комедия «Un vol dal nido» (1876) сразу обратила на него внимание публики; последующие произведения Джероламо Роветты утвердили за ним репутацию выдающегося драматурга и романиста, всего более близкого к Альфонсу Додэ.
Из беллетристических произведений писателя был в своё время очень популярен трогательный роман «Mater dolorosa». В «Le lacrime del prossimo» изображены хищнические инстинкты итальянской буржуазии. В «La Baraonda», самом выдержанном и стройном из всех романов автора, выведен на сцену класс общественных деятелей, среди которых, рядом с благородными фигурами истинных патриотов, встречаются и торгаши патриотизмом.

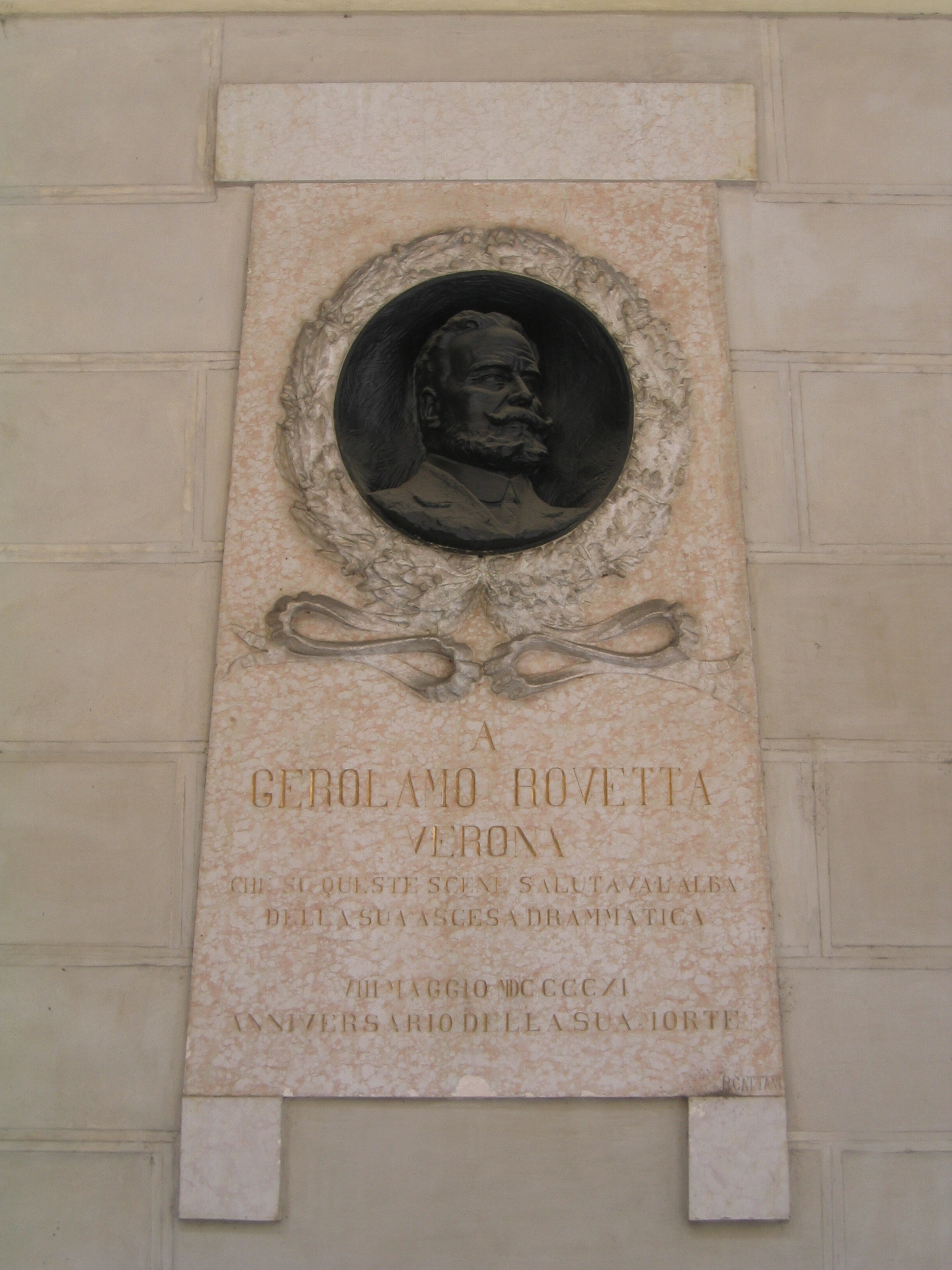
Памятная доска в Вероне

Из других романов Джероламо Роветты наиболее известны: «Sott’acqua», «Il Processo di Montegu», «I tiranni minimi», «I primo amante», «Baby», «Il tenente dei lancièri», «L’Idolo». Некоторые из его романов были переведены на русский язык.
В области итальянской драмы конца XIX — начала XX века Джероламо Роветта занимает одно из ведущих мест. Им написаны около двадцати драм и комедий: «La moglio di Don Giovanni», «Gli uomini pratici», «Collera cieca», «In sogno Cellerata», «La contessa Maria», «La Trilogia di Dorina», «I Barblarò», «Marco Spada», «La cammeriera Nova», «Alla cita di Roma», «I Disonnesti», «Madame Fanny», «Realtá», «Il primo del Secolo», «Il ramo d’olivo» и др. Пьесы эти переведены на многие языки и ещё при жизни автора утвердились в репертуаре европейских сцен.
На русский язык были переведены «La trilogia di Dorina», «Alla cita di Roma», «I Disonnesti» и «Realtá». Последние две пьесы, под названием: «Бесчестные» и «Друзья», шли на сцене Михайловского театра в Санкт-Петербурге. Они навеяны романами «Le lacrime del prossimo» и «La Baraonda».
В конце XIX века Изабелла Гриневская на страницах «Энциклопедического словаря Брокгауза и Ефрона» написала следующий отзыв о творчестве писателя:
«Жизненность содержания, живость диалогов, простота сценических эффектов — отличительные свойства пьес Роветты, чуждых тенденциозности, всегда полных глубокого содержания, искреннего чувства, тонкого юмора и нередко острого сарказма.»
Джероламо Роветта умер 8 мая 1910 года в городе Милане.